# Pedro Badanelli
Pedro Badanelli (1899-1985) fue un presbítero, escritor, poeta y jurista español nacido en Sanlúcar de Barrameda el 12 de junio de 1899 (Cádiz). , fue teólogo, psicólogo, profesor universitario, jurista notable y literato. Estuvo relacionado con los más importantes escritores españoles que vivieron en el Madrid de los años anteriores a la proclamación de la II República, Badanelli llega a intimar con Jacinto Benavente, con quien mantendría una relación epistolar prolongada hasta la muerte del Nobel madrileño. Su auténtico nombre aparece legalmente como Pedro Luis Ruiz-Badanelli Gómez; hijo de un notario llamado José Luis Ruiz Badanelli y de Dolores Gómez Ruiz.

## Biografía
A raíz del escándalo que produjo la publicación de su novela "Serenata del amor triunfante" (Espasa, 1929) Badanelli decidió viajar a Argentina donde se estableció en 1930 y ejerció como párroco en las comunas de Suardi y Felicia en la provincia de Santa Fe. Convertido en ferviente peronista, Pedro Badanelli reivindicó siempre la relación entre la Doctrina Social de la Iglesia y el justicialismo, y citaba a León XIII muy a menudo. Durante la dictadura autotitulada Revolución Libertadora que derrocó a Perón en 1955, Badanelli vivió en la clandestinidad y hubo de exiliarse en Chile al correr peligro su vida. Después del golpe, desde Valparaíso denunció la actitud de los "prelados que se cruzaron de brazos durante las jornadas sangrientas de los fusilamientos"
En 1953 rompe formal y definitivamente con la ortodoxia católica, al incorporarse más tarde a la Iglesia Católica Apostólica Argentina, fundada por el obispo Leonardo Morizio Domínguez, ordenado por la Iglesia Católica Apostólica Brasilera. Con la vuelta de Perón a la presidencia en 1973, Badanelli es nombrado obispo de la Iglesia Católica Apostólica Argentina, de carácter justicialista. Badanelli acaba sus días en Buenos Aires donde fallece el 1 de mayo de 1985.
Pedro Badanelli es autor de estudios literarios y de tratados teológicos y psicológicos.

## Obra
-Bengalas (1926)
-Serenata del amor triunfante (1929)
-Lirios de Plata (1932)
-Bajo la noche inmaculada (1933)
-La cuna de Don Juan
-Juana de Castilla (1953)
-Perón, la Iglesia y un cura (1956)
- Perón no está excomulgado (1960)
-13 cartas inéditas de Miguel de Unamuno a Alberto Nin frías (1962)
-El derecho penal en la Biblia (1966)
-Carta abierta a Paulo VI (1971)
-Comunismo o Justicialismo (1975)